# Roger Young (réalisateur)
Pour les articles homonymes, voir Roger Young et Young.
Roger Young est un réalisateur, scénariste et producteur de télévision américain né le 13 mai 1942 dans l'Illinois.

## Filmographie

### Réalisateur
- 1978-1982 : Lou Grant, série télévisée (14 épisodes)
- 1979-1981 : Côte Ouest, série télévisée (1 épisode)
- 1980 : Magnum, série télévisée (2 épisodes)
- 1981 : Bitter Harvest, téléfilm
- 1982 : An Innocent Love, téléfilm
- 1982 : Dreams Don't Die, téléfilm
- 1982 : Two of a Kind , série télévisée (2 épisodes)
- 1983 : Le Juge et le Pilote (Hardcastle and McCormick), série télévisée
- 1984 : Legmen, série télévisée
- 1984 : Signé : Lassiter
- 1985 : Gulag, téléfilm
- 1985 : Alfred Hitchcock Presents, série télévisée
- 1985 : Into Thin Air, téléfilm
- 1986 : Under Siege, téléfilm
- 1986 : Ohara, série télévisée
- 1987 : La Rançon Mexicaine (Love Among Thieves), téléfilm
- 1987 : The Squeeze
- 1988 : La Mémoire dans la peau, téléfilm
- 1990 : Murder in Mississippi (en), téléfilm
- 1990 : Love and Lies, téléfilm
- 1991 : Held Hostage: The Sis and Jerry Levin Story, téléfilm
- 1991 : Doublecrossed, téléfilm
- 1991 : Nightmare in Columbia County, téléfilm
- 1992 : Hearts Are Wild, téléfilm
- 1992 : Jewels (Pour une poignée de diamants), téléfilm en deux parties
- 1993 : For Love and Glory, téléfilm
- 1993 : Geronimo, téléfilm
- 1993 : Mercy Mission: The Rescue of Flight 771, téléfilm
- 1994 : Getting Gotti, téléfilm
- 1995 : Joseph, téléfilm
- 1995 : La Bible : Moïse, téléfilm
- 1996 : The Siege at Ruby Ridge, téléfilm
- 1996 : La Bible : Saint Paul, téléfilm
- 1997 : Sisters and Other Strangers, téléfilm
- 1997 : Heart Full of Rain, téléfilm
- 1997 : Salomon (en), téléfilm
- 1998 : Le Chevalier hors du temps, téléfilm
- 1999 : Kiss the Sky, téléfilm
- 1999 : One Special Night, téléfilm
- 1999 : Jésus, téléfilm
- 2000 : The Thin Blue Lie, téléfilm
- 2002 : Dracula (en), téléfilm
- 2003 : Imperium: Augustus, téléfilm
- 2004 : Comportement suspect (The Perfect Husband: The Laci Peterson Story), téléfilm
- 2005 : Hercule, téléfilm
- 2007 : Rome, série télévisée (1 épisode)
- 2007 : The Closer, série télévisée (1 épisode)
- 2012 : Barabbas, téléfilm

### Scénariste
- 1991 : Doublecrossed, téléfilm
- 1994 : Mortal Fear, téléfilm
- 1995 : Virus, téléfilm
- 1997 : Final Descent, téléfilm
- 2002 : Dracula, téléfilm

### Producteur
- 1977 : Something for Joey (en), téléfilm
- 1977-1979 : Lou Grant, série télévisée (20 épisodes)
- 2000 : The Thin Blue Lie, téléfilm